# 杉野早季
杉野 早季（すぎの さき、1991年 - ）は日本のミュージカル俳優およびバレリーナである。福井県福井市出身。劇団四季所属。

## 来歴
5歳の時に坪田バレエ団に入団し、2010年に仁愛女子高等学校卒業と同時に退団。同年法村友井バレエ団へ移籍し、2015年に劇団四季オーデションに合格し退団。2016年1月より劇団四季に入団した。同年7月16日に大阪四季劇場で開幕したキャッツ大阪公演では開幕キャストとしてヴィクトリア役に抜擢され、初舞台出演を果たした。

## 主な出演作品

### 舞台
- キャッツ（2016年～ヴィクトリア、2018年～タントミール）
- アラジン（アンサンブル）
- 美女と野獣（2022年 バベット）（2022年10月23日- 出演候補）[2]

### CM
- SoftBank白戸家（2010年北国編 アヤを想う編）